# Athis therapon
Athis therapon is een vlinder uit de familie Castniidae. De wetenschappelijke naam van de soort is, als Castnia therapon, voor het eerst geldig gepubliceerd in 1938 door Vincenz Kollar.
De soort komt voor in het Neotropisch gebied.

## Synoniemen
- Orthia paradoxa Herrich-Schäffer, 1853